# Athrips polymaculella
Athrips polymaculella is een vlinder uit de familie tastermotten (Gelechiidae). De wetenschappelijke naam is voor het eerst geldig gepubliceerd in 1991 door Park.
De soort komt voor in Europa.